# Zaw Min Tun
Zaw Min Tun (en birmano: ဇော်မင်းထွန်း; Mandalay, Birmania; 20 de mayo de 1992) es un futbolista de Birmania que juega en la posición de defensa y que actualmente milita en el Chonburi FC de la Liga de Tailandia.

## Carrera

### Club
| Periodo   | Club          |
| --------- | ------------- |
| 2009–2012 | Magway FC     |
| 2012–2014 | Yadanarbon FC |
| 2015–2017 | Yangon United |
| 2018      | GFA FC        |
| 2018      | Yangon United |
| 2019      | Chonburi FC   |
| 2020–2021 | Sukhothai FC  |
| 2021–2022 | Trat FC       |
| 2022–     | Chonburi FC   |

### Selección nacional
Cuenta con 26 partidos 3 goles con las selecciones menores de Birmania, y debutó con la selección nacional en 2011 y su primer gol lo anotó el 13 de octubre de 2015 en el empate 2-2 ante Laos en Vientián por la Clasificación para la Copa Mundial de Fútbol de 2018. Actualmente es el jugador con más partidos con la selección nacional.

## Estadísticas

### Cantidad de partidos con selección
| Selección | Año   | Partidos | Goles |
| --------- | ----- | -------- | ----- |
| Birmania  | 2011  | 9        | 0     |
| Birmania  | 2012  | 8        | 0     |
| Birmania  | 2013  | 5        | 0     |
| Birmania  | 2014  | 9        | 0     |
| Birmania  | 2015  | 7        | 1     |
| Birmania  | 2016  | 11       | 2     |
| Birmania  | 2017  | 7        | 1     |
| Birmania  | 2018  | 7        | 0     |
| Birmania  | 2019  | 12       | 0     |
| Total     | Total | 75       | 4     |

## Logros

### Selección
- Copa de la Paz de Filipinas (1): 2014

### Club
Yadanarbon
- National League (1):  2014

Yangon United
- National League (2):  2015, 2018